# سيرتالدو
سيرتالدو هي بلدة وكومونا يقع في توسكانا، إيطاليا.